# Wioletta Villas – złote przeboje, cz. 1
Wioletta Villas – złote przeboje, cz. 1 – składanka przebojów Violetty Villas z 1995 roku. Jest to jeden z dwóch albumów (oprócz drugiej części tego samego wydawnictwa), na okładce którego wystąpił błąd w nazwisku piosenkarki.

## Spis utworów
1. Dla Ciebie miły
2. Przyjdzie na to czas
3. Józek
4. Spójrz prosto w oczy
5. Pucybut z Rio
6. Granada
7. Nie myśl o mnie źle
8. Ożeń się Johnny
9. Do Ciebie mamo
10. Mała Inez
11. Niezwykły dzień
12. Szesnaście lat
13. Andaluzja
14. Marzeń moich nie zna nikt
15. Meksykańska corrida